# 川勝広克
川勝 広克（かわかつ ひろかつ）は、江戸時代中期の旗本。知氏系重氏流川勝家の7代当主。

## 生涯
元文元年（1736年）、片桐友晴の二男として江戸に生まれ、後に川勝広典の婿養子となった。明和元年（1764年）9月朔日、初めて将軍徳川家治に謁見した。安永6年（1777年）7月10日、小姓組に列した。
安永9年（1780年）7月5日、義父広典の死去により、その家督（下野・常陸内700石）を継いだ。寛政3年（1791年）正月21日、56歳で没した。家督は婿養子の広永が継いだ。